# ロリス・チェクナヴォリアン
ロリス・チェクナヴォリアン（Loris Tjeknavorian、ペルシア語:  لوریس چکناواریان アルメニア語: Լորիս Ճգնավորյան、1937年10月13日 - ）は、イラン出身のアルメニア人指揮者・作曲家。

## 経歴
アルメニア人の両親の元、パフラヴィー朝時代のイラン南西部ボルージェルドに生まれ、テヘランに学ぶ。祖父が趣味でヴァイオリンを弾いていたことなどもあり、7歳でヴァイオリンを始め、テヘラン音楽院でヴァイオリンとピアノを学び、14歳で混声合唱の指揮をとった。1954年からオーストリアのウィーン音楽アカデミーに移り、同期のズービン・メータなどとともに指揮法をハンス・スワロフスキーに学ぶ。
1961年にテヘランの音楽資料館の館長に就任し、イラン周辺の民俗音楽の資料収集に携わるが、1963年にオーストリアへ戻り、ザルツブルクのモーツァルテウムでカール・オルフに作曲を師事する。1965年にはグルベンキアン財団の給費生としてミシガン大学に留学し、その後、ムーアヘッドのコンコルディア・カレッジのレジデント・コンポーザー、ムーアヘッド州立カレッジ（現・ミネソタ州立大学ムーアヘッド校）の准教授、セントラル・ミネソタ夏期音楽アカデミーの学長などを務める。
1972年にテヘランの歌劇場の首席指揮者に就任し、イラン建国2500年祭のための音楽などを作曲したが、1974年頃からはイギリスでの活動が増え、1978年にロンドンでアルメニア音楽祭を開催している最中にイラン革命が起きたことで、活動の拠点をロンドンに移しオーストリアに移住。後にオーストリアの市民権を取得した。
1989年にアルメニア・フィルハーモニー管弦楽団の音楽監督ならびに首席指揮者に就任。アルメニア地震での甚大な被害とソビエト連邦の崩壊やアゼルバイジャンとの紛争などで経済的に疲弊していたアルメニアで、指揮台にほぼ毎週登場し続けることで、楽団のみならずアルメニア国民全体を鼓舞した。同楽団とは積極的に海外公演や録音活動を行い、また世界中にいるアルメニア系移民などに窮状を訴え寄付を募ることによって、オーケストラの財政状況の好転に努めた。
1972年にアメリカのソプラノ歌手リンダ・ピアスと結婚し、後に離婚。1980年代には別の女性と再婚している。息子に映像作家のザレー・チェクナヴォリアンと、ヴァイオリニストのエマニュエル・チェクナヴォリアンがいる。

## 代表作品
- オペラ『ロスタムとソフラーブ』（Rostam and Sohrab）
- バレエ『シームルグ』（Simorgh）
- 交響曲第1番『大虐殺の犠牲者へのレクイエム』（Requiem for the Massacred）（1975年）

## 演奏
得意とするのはロシアやソ連の音楽で、リムスキー＝コルサコフやイッポリトフ＝イワノフ、プロコフィエフにも名録音を残しているが、一般的にはボロディンの交響曲やハチャトゥリアンの管弦楽曲全般のスペシャリストとして有名。